# تشريح الوباء
تشريح الوباء: الرصاص السحري والأدوية النفسية والارتفاع المذهل للأمراض العقلية في أمريكا هو كتاب من تأليف روبرت ويتاكر نُشر في عام 2010 من قبل شركة كراون.    يتساءل ويتيكر عن سبب تضاعف عدد الأمريكيين الذين أصيبوا بإعاقة حكومية بسبب المرض العقلي تقريبًا منذ عام 1987. 
يُحاول ويتيكر في الكتاب الإجابة على هذا السؤال ويفحص النتائج طويلة المدى للمرضى العقليين في الولايات المتحدة.

## المُلخص

### الحل السحري

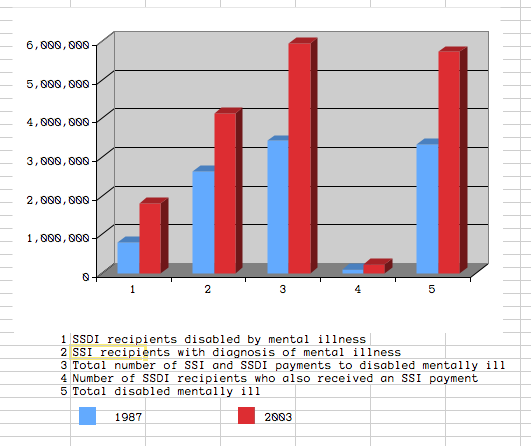
عدد الأمريكيين الذين تلقوا SSDI و SSI للإعاقة العقلية في عام 1987 (باللون الأزرق) عندما طرحت شركة إيلي ليلي وشركاه عقار بروزاك المضاد للاكتئاب، مقارنة بعام 2003 (باللون الأحمر)

يبدأ ويتيكر بمراجعة اكتشاف مضادات الذهان والبنزوديازيبينات ومضادات الاكتئاب. اكتشف هذه الآثار الجانبية أثناء البحث عن مضادات الهيستامين على وجه التحديد بروميثازين، والمضادات الحيوية سلبية الجرام على وجه التحديد ميفينيسين والعوامل المضادة للسل أيزونيازيد وإبرونيازيد على التوالي. لم تكن آليات عمل هذه الأدوية النفسية معروفة في ذلك الوقت، وكانت تُسمى في البداية المهدئات الرئيسية (مُضادات الذهان النموذجية الآن) نظرًا لما تحدثه من هدوء مبتهج.  وقد طورت هذه المركّبات خلال فترة نمو صناعة الأدوية التي عززها تعديل دورهام-همفري لعام 1951، مما أعطى الأطباء حقوق وصف الأدوية الاحتكارية مما أدى إلى التوفيق بين مصالح الأطباء وشركات الأدوية. جاء ذلك أيضًا في أعقاب تطوير الصناعة الحل السحري الذي يعالج الأشخاص المصابين، على سبيل المثال مرض السكري والذي قدم وفقًا لويتيكر تشبيهًا لبيع فكرة هذه الأدوية للجمهور. لم تُطور فرضية هرمون السيروتونين للاكتئاب وفرضية الدوبامين للفصام إلا بعد سنوات عديدة، بعد تحديد آليات هذه الأدوية لتتماشى مع آليات الدواء. وفقا لتحليل ويتيكر للأدبيات الأولية، فإن المستويات المنخفضة من السيروتونين والمستويات الأعلى من الدوبامين "أثبتت صحتها في المرضى الذين تعرضوا مسبقًا لمضادات الاكتئاب أو مضادات الذهان (أي كآليات التوازن) ولكن ليس في المرضى الذين لم يتعرضوا مسبقًا".
ينتقد ويتيكر أيضًا نظرية الرصاصة السحرية من خلال مهاجمة الفكرة التاريخية القائلة بأن اختراع عقار ثورازين المضاد للذهان أدى إلى إفراغ المصحات.  تبدأ قضيته بإظهار أنه خلال أواخر الأربعينيات والخمسينيات من القرن الماضي، تعافت حوالي 75% من الحالات التي أدخلت للمصحات بسبب النوبة الأولى لمرض انفصام الشخصية تعافت في المجتمع بعد حوالي 3 سنوات (لم يُطلق ثورازين حتى عام 1955).    ثم لاحظ أن وصول عقار ثورازين لم يُحسّن معدلات الخروج من المُستشفى في خمسينيات القرن الماضي بالنسبة للأشخاص الذين شُخصت إصابتهم بالفصام حديثًا. في الواقع، استنادًا إلى دراسة كان حدوث النوبة الأولى والوحيدة للفصام واسعة النطاق في هذا العصر، فقد خرج 88% من أولئك الذين لم يستغرقوا ثمانية عشر شهرًا في العلاج مُقارنةً مع 74% منالمُعالجين بمضادات الذهان.  ويتضح هذا أيضًا من حقيقة أنه عندما طُرح عقار ثورازين في عام 1955، كان هناك 267 ألف مريض بالفصام في مستشفيات العقلية في الولايات والمقاطعات، وبعد ثماني سنوات كان هناك 253 ألف مريض، مما يشير إلى أن ظهور مضادات الذهان لم يزد إلا بالكاد عن عدد المرضى في المستشفيات.  ويجادل بأن ما قام بافراغ المصحات في الواقع كان بداية المساعدات الطبية من ميديكير وميديكد في عام 1965. قدمت هذه البرامج إعانات فيدرالية للرعاية في دور رعاية المسنين ولكنها لم تقدم مثل هذا الدعم للرعاية في مستشفيات الأمراض العقلية التابعة للدولة، ولذلك سعت الولايات إلى توفير المال، وبدأت في إرسال مرضاها المزمنين إلى دور التمريض.

### الأدوية النفسية
يعترف ويتيكر بأن الأدوية النفسية تعمل في بعض الأحيان، لكنه يعتقد أنه يجب استخدامها بطريقة انتقائية وحذرة ويجب أن يكون مفهومًا أنها لا تعالج أي خلل في التوازن الكيميائي وبصراحة، يجب استخدامها على المدى القصير. 
يتتبع ويتاكر آثار ما يشبه وباء علاجي المنشأ :  يمكن للأدوية التي يتلقاها المرضى أن تؤدي إلى اضطراب وظائف المخ الطبيعية. 

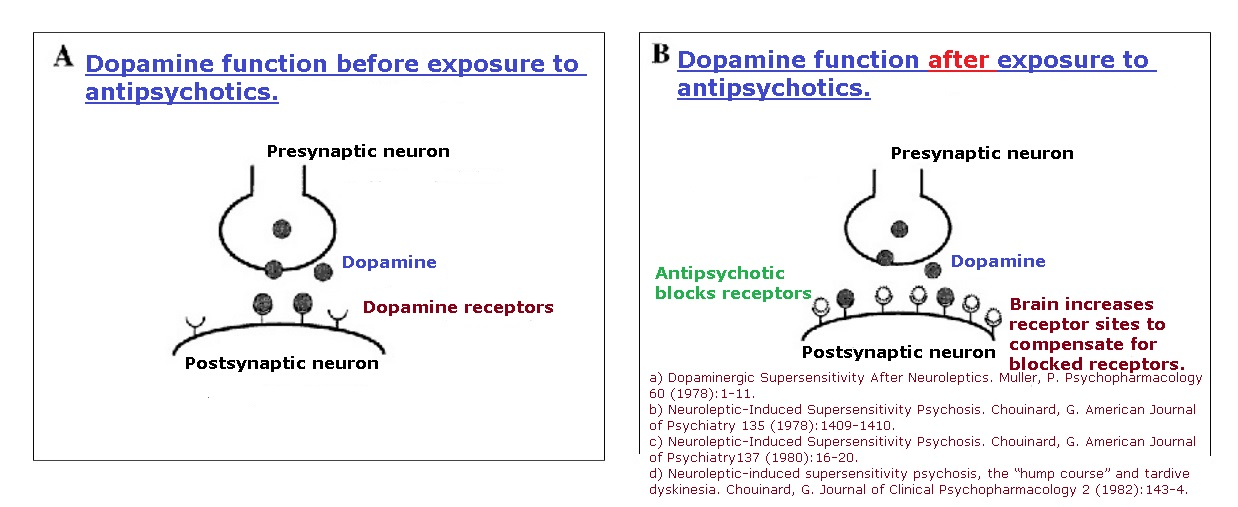
رسم رمزي لوظيفة الدوبامين في الدماغ قبل وبعد مضادات الذهان

يشير ويتيكر إلى أن الدواء العجيب الذي يتوهج حول الجيل الثاني من المؤثرات العقلية قد اختفى منذ فترة طويلة. وينظر إلى المبالغة في مضادات الذهان غير النمطية الأكثر مبيعًا باعتبارها واحدة من أكثر الأحداث المُحرجة في تاريخ الطب النفسي، حيث فشلت دراسة حكومية تلو الأخرى في العثور على أنها أفضل من مضادات الذهان من الجيل الأول. 
يتحدث ويتيكر بحرارة عن الحوار المفتوح، وهي منظمة رعاية وثقها أستاذ علم النفس جاكو سيكولا في مستشفى كيروبوداس في تورنيو في لابلاند حيث تُعطى الأدوية للمرضى على أساس محدود فقط. وفقا لويتيكر المنطقة لديها  أدنى نصيب للفرد من الإنفاق على الصحة العقلية في جميع المناطق الصحية في فنلندا. 

### الأطفال
ويرى ويتيكر أن الأطفال معرضون لوصف الأدوية لهم مدى الحياة. وكما يقول المؤلف، قد يقوم الطبيب النفسي والآباء بإعطاء الطفل "كوكتيلاً" لإجباره على التأدب. وعندما يصل هذا الطفل إلى سن الثامنة عشرة، يقول ويتيكر إن الطفل غالبًا ما يصبح شخصًا بالغًا معاقًا.